# Schrittmotor

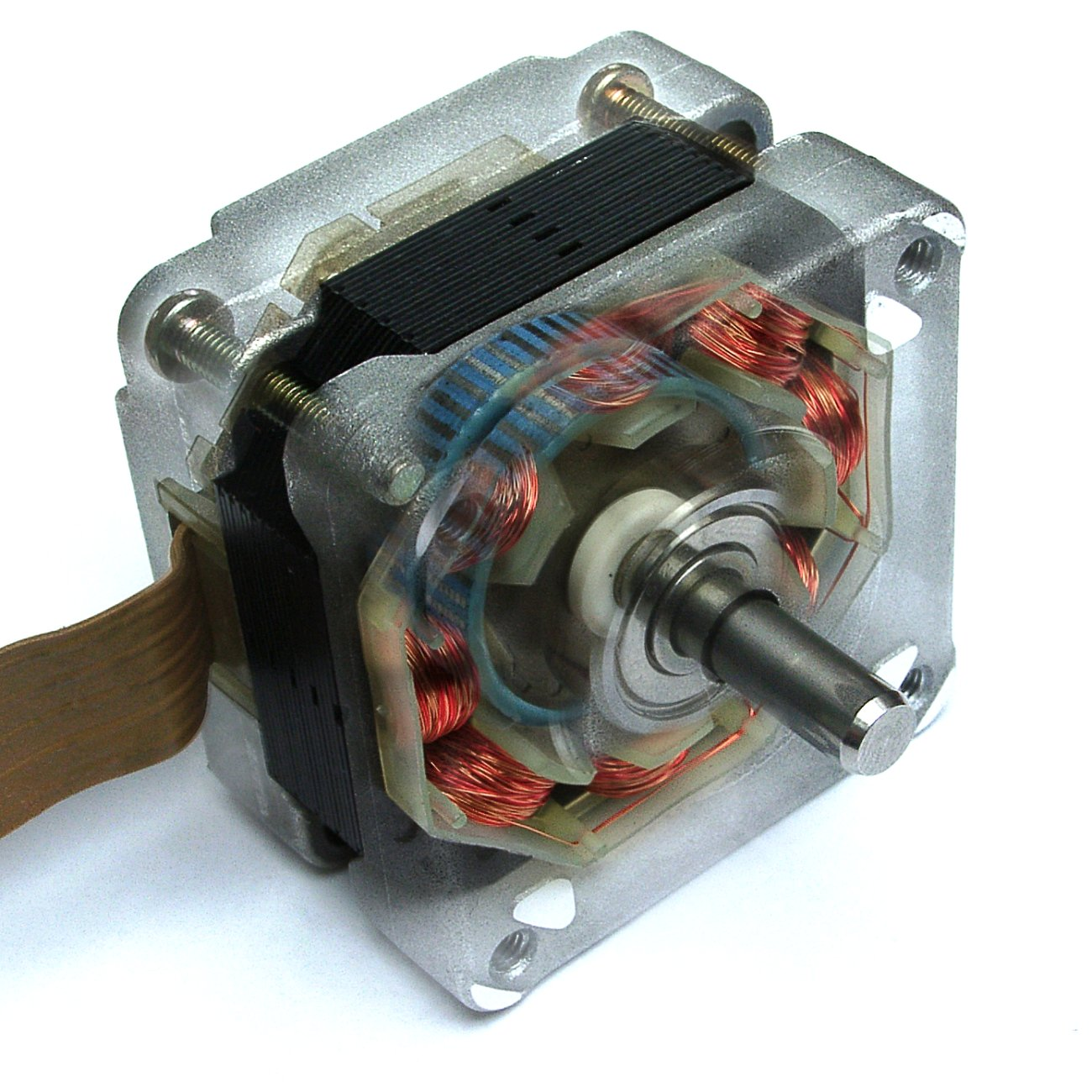
Schrittmotor mit permanentmagnetischem Läufer

Ein Schrittmotor ist ein Synchronmotor oder ein Reluktanzmotor, dessen Rotor durch ein rotierendes elektromagnetisches Feld des Stators gedreht wird, wobei hohe Polpaarzahlen und kleine Leistungen typisch sind. Die Polschuhe sind oftmals als Kamm unterteilt (gezahnt).
Die Bewicklung des Stators ist meist zweiphasig, das heißt, es gibt zwei Spulen. Der relativ kleine Winkel, der während einer Periode einer der Phasenströme zurückgelegt wird, heißt Schritt. Der Motor kann in halben Schritten oder ganzzahligen Vielfachen eines halben Schrittes gedreht werden, wenn die Spulen lediglich geschaltet und umgepolt werden (Rechteckbetrieb). Durch einzeln gesteuerte Spulenströme können die Motoren auch in kleineren Teilschritten (Mikroschrittbetrieb) arbeiten. Schrittmotoren gibt es auch als Linearmotoren.

## Positionierung

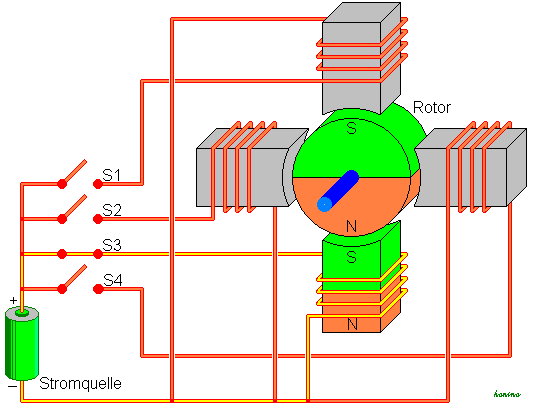
Schema eines Schrittmotors mit vier Schritten für eine Umdrehung (und unipolarer Beschaltung)

Animation mit Reluktanzschrittmotor

Schrittmotoren folgen exakt dem außen angelegten Feld und können ohne Sensoren zur Positionsrückmeldung (Encoder, Drehgeber oder ähnliches) genau betrieben werden. Sie zeigen damit ein ähnliches Verhalten wie Synchronmotoren, weisen aber in der Regel eine deutlich höhere Polpaarzahl auf. Daher können sie einfacher betrieben werden als beispielsweise Servomotoren (i. d. R. Gleichstrom- oder Synchronmotoren mit Positionsgeber), welche auf die gewünschte Position eingeregelt werden müssen. Für einen besonders homogenen Verlauf werden Schrittmotoren mit einem gleichförmigen Drehfeld angesteuert.

### Schrittverlust
Wird ein Schrittmotor durch ein externes Lastmoment oder durch die anzutreibende Masse beim starken Beschleunigen beziehungsweise Verzögern überlastet (d. h. Lastmoment > Motormoment), kann der Rotor dem Drehfeld nicht mehr folgen. Es werden Schritte übersprungen, und die Information über die aktuelle Position des Rotors geht verloren. Bei diesem sogenannten Schrittverlust springt der Motor in die vorherige oder nächste Position gleicher Phase zurück. Durch die Trägheit kommt es ggf. zu einer Serie von verlorenen Schritten. Auftretende Schrittverluste summieren sich und führen dann zu einer fehlerhaften Positionierung. Gerät der Motor außer Tritt und Belastung und/oder Schrittfrequenz sinken nicht, verharrt der Motor.
Dies kann folgendermaßen verhindert werden:
- Ein Positionsgeber (Inkrementalgeber oder Absolutwertgeber) misst im Rahmen der Quantisierungsabweichung die genaue Drehlage. Die Ansteuerung (Regler) kann sofort nachkorrigieren. Der Motor kann bis zur Leistungsgrenze belastet werden.
- Die Ansteuerelektronik misst ständig die Spulenspannung und kann anhand der Phasenlage zum Stellwinkel die Last bestimmen. Danach wird der Spulenstrom geregelt.[1]
- Bei zyklischen Bewegungen oder Rotationsbewegungen kann die Position des Motors bei jeder Umdrehung oder Zyklus mit einem externen Positionsimpuls eines Sensors mit der Grundstellung abgeglichen werden.
- Die Überlastung wird verhindert, indem der Antrieb überdimensioniert wird.

Jedes Schrittmotorsystem hat eine charakteristische maximale Start-/Stopp-Frequenz, mit der ohne Rampe und Schrittverlust angefahren und angehalten werden kann. Sanftes Anfahren und Verzögern (Rampe) ist für alle höhere Geschwindigkeiten nötig, um Schrittverlust zu vermeiden.

## Bauformen

Zweiphasiger Hybridschrittmotor mit vier Wicklungen in Schnittdarstellung

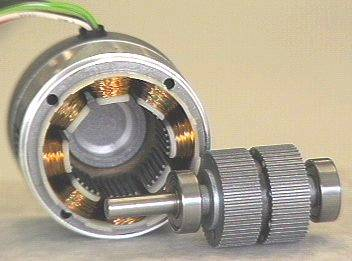
Zweiphasiger Hybridschrittmotor mit acht Wicklungen und ausgebautem Rotor

Man unterscheidet den Schrittmotor nach seiner Bauform in:
- Reluktanz-Schrittmotor
- Permanentmagnet-Schrittmotor
- Hybridschrittmotor
- Lavet-Schrittmotor, Einphasen-Schrittmotor für mechanische Anzeigen wie den Antrieb der Zeiger in Quarzuhren.

Beim Reluktanzschrittmotor besteht der Rotor aus einem gezahnten Weicheisenkern. Bei diesem Material verschwindet nach dem Ausschalten des Statorstromes das Magnetfeld. Bei eingeschaltetem Strom fließt der magnetische Fluss durch den Weicheisenkern des Rotors. Die Drehbewegung des Rotors kommt zustande, weil vom gezahnten Stator der nächstliegende Zahn des Rotors angezogen wird, da sich so der magnetische Widerstand verringert.
Beim Permanentmagnetschrittmotor besteht der Stator aus Weicheisen und der Rotor aus Dauermagneten, die abwechselnd einen Nord- und einen Südpol aufweisen. Mit dem Stator-Magnetfeld richtet man den dauermagnetischen Rotor so aus, dass eine Drehbewegung entsteht.
Da der Reluktanzschrittmotor keine Permanentmagnete enthält, hat er daher im Gegensatz zum Permanentmagnetschrittmotor auch kein Rastmoment bei ausgeschaltetem Strom. Beim Permanentmagnetschrittmotor ist die Anzahl der Pole (und damit die Auflösung) begrenzt.
Der Hybridschrittmotor vereint die positiven Eigenschaften beider Bauformen durch feine Schrittteilung und gutes Drehmoment. In dieser Bauweise wird als Rotor ein Permanentmagnet mit zwei gezahnten Weicheisenkränzen an den Polen eingesetzt. Auch die Bauform mit zwei entgegengesetzt gerichteten Magneten und drei gezahnten Kränzen ist verbreitet, Vorteil ist das erheblich kleinere äußere Magnetfeld. Die zwei bzw. drei Zahnkränze sind jeweils um einen halben Schritt versetzt und bilden einen Polschuh. Technisch handelt es sich damit um eine spezielle Bauform eines Permanentmagnetmotors und erinnert lediglich durch seinen gezahnten Weicheisenrotor an Reluktanzmotoren. Nahezu alle heute erhältlichen Schrittmotoren sind Hybridmotoren.
Als High-Torque Motoren (= hohes Drehmoment) werden häufig Typen bezeichnet, bei denen für den Rotor besonders starke Seltenerdenmagnete verwendet werden. So lässt sich eine besonders hohe Kraftdichte erzielen.

## Kenngrößen
Die Kenngrößen eines Schrittmotors sind:
- der Schrittwinkel (bzw. Schrittweg beim Linearmotor) , das heißt der Winkel {\displaystyle \varphi _{0}} für einen Vollschritt. Ein Vollschritt tritt bei der Umschaltung des Stromes von einer Wicklung auf die nächste auf.
- die Anzahl der Phasen p (zumeist 2, aber auch 3 oder 5 möglich)
- die Schrittanzahl n pro Umdrehung mit

n = 360° / {\displaystyle \varphi _{0}}
Die Schrittanzahl pro Umdrehung ist ein Vielfaches von 2·p, bei zweiphasigen Schrittmotoren also ein Vielfaches von 4, da sich nach 4 Schritten wieder die gleichen Zähne mit gleicher Polarität gegenüberstehen. Bei Linearmotoren entsprechend Schritte für den Gesamtstellweg.
- der maximale Strangstrom I; er ergibt sich aus der maximal zulässigen thermischen Belastung I2R. Er kann kurzzeitig höher sein, um ein höheres Drehmoment zu erreichen.
- der ohmsche Spulenwiderstand R
- die Spuleninduktivität L; sie ist wichtig für die Dynamik des Motors und die Dimensionierung der Freilaufdioden.
- das Drehmoment im Stand (Haltemoment) für einen gegebenen Strom sowie der Drehmomentverlauf mit steigender Drehzahl; sie sind abhängig vom Quadrat des Strangstromes und der Verlauf ist von der Treiberschaltung und deren Speisespannung abhängig.
- die Wicklungsanschlussgestaltung (ohne Mittelanzapfung, mit Mittelanzapfung, mit gemeinsamer Mittelanzapfung)

Weiterhin hat das Trägheitsmoment des Läufers (Rotors) eine Bedeutung – es bildet in vielen Anwendungen den Hauptanteil der Massenträgheit und bestimmt somit die Dynamik.
Die Effizienz von Schrittmotoren ist hingegen von untergeordneter Bedeutung, da die Antriebsleistung für die typische Anwendung als Positionierantrieb unwichtig ist. Man nimmt oft eine geringe Effizienz in Kauf, die beispielsweise durch eine geringe Läuferträgheit bedingt ist, um damit hohe Dynamik zu erreichen.

## Elektronische Schrittteilung
Um bei einem Schrittmotor den Schrittwinkel zu verkleinern, gibt es die Möglichkeit der elektronischen Schrittteilung. Dabei werden zwei aufeinanderfolgende Phasen nicht nur an- bzw. ausgeschaltet, sondern in bestimmten Stufen. Es ergeben sich dadurch zwei gestufte sowie phasenverschobene Sinus-Funktionen. Durch das Verhältnis der beiden Amplituden zueinander ergeben sich Schritte zwischen den Vollschritten.
Der entstehende Schrittwinkel ergibt sich aus:
{\displaystyle \varphi _{st}=\varphi _{0}/st}
st ist der elektronische Teilungsfaktor.
st = 2 – Halbschrittbetrieb, st = 4 – Viertelschrittbetrieb, st = 8 – Achtelschrittbetrieb, …
Die Schrittteilung, meist als Mikroschrittbetrieb bezeichnet, bringt höhere Laufruhe (gleichmäßigeres Drehmoment) und kann im Rahmen der Fertigungsgenauigkeit und der Feldgestalt eine höhere Winkelauflösung liefern.

## Drehzahl und Drehmoment

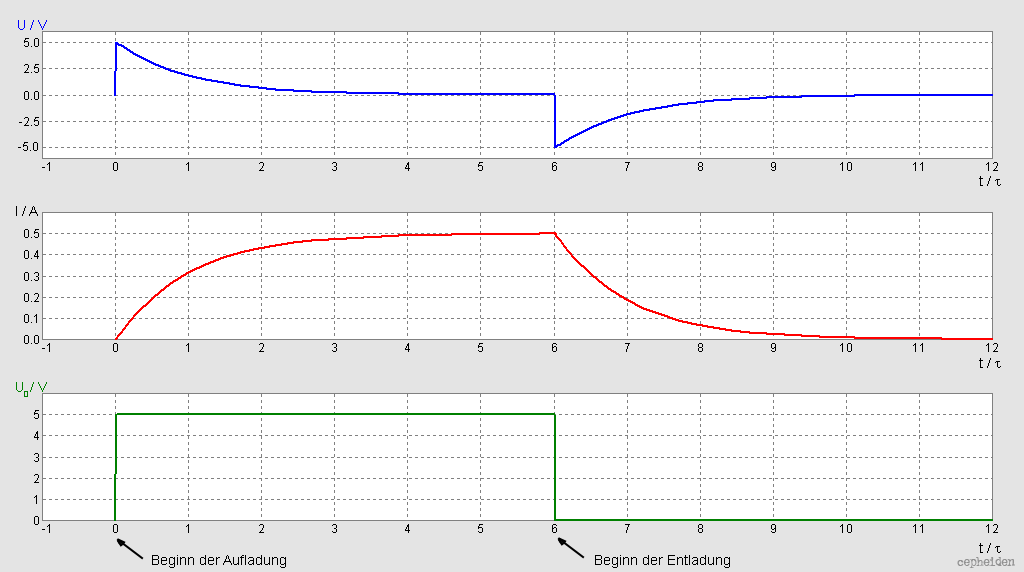
Zu- und Abschaltvorgang an einer realen Spule (R_{Draht} = 10 Ω) mit „idealer“ Freilaufdiode; oben: Selbstinduktionsspannung, Mitte: Strom, unten: Speisespannung; die Zeitachse ist in auf die Zeitkonstante normierten Einheiten skaliert

Ein effektiver Betrieb von Schrittmotoren erfordert hohe Stromanstiegs- und -abfallgeschwindigkeiten. Spulen mit Eisenkern, also hoher Induktivität L, setzen dem ihre Induktivität entgegen (siehe Bild). Um die Wärmeentwicklung in den Spulen erträglich zu halten, sind für Schrittmotoren maximale Phasenströme angegeben (ohmsche Verlustwärme). Um ein schnelles Anwachsen der Spulenströme nach dem Zuschalten der Wicklung zu erreichen, sind hohe Betriebsspannungen und geringe Windungszahlen (Induktivitäten) erforderlich. Um ein schnelleres Absinken des Stromes nach dem Abschalten zu erreichen, ist der bipolare Betrieb besser geeignet – bei diesem werden die Spulen(paare) mit einer H-Brücke in beiden Stromrichtungen abwechselnd betrieben und die in der Induktivität gespeicherte Energie kann über gegen die Betriebsspannung arbeitende Freilaufdioden dorthin zurückgeführt werden (siehe auch Spule (Elektrotechnik)).
Unipolar betreibbare Motoren besitzen einen Mittelabgriff der Spulenpaare und können mit einseitig schaltenden Transistoren betrieben werden. Sie besitzen wegen der notwendig langsameren Entmagnetisierung schlechtere dynamische Eigenschaften, sind weniger effektiv und sind inzwischen weniger gebräuchlich (Siehe auch Beschaltung).
Heutige Schaltungen (oft Integrierte Schaltungen) zum hochdynamischen Betrieb von bipolaren Schrittmotoren arbeiten im Chopperbetrieb; sie regeln wie ein Schaltregler während jedes Schrittes den Spulenstrom und können niederohmige Wicklungen (geringe Induktivität) an hohen Betriebsspannungen betreiben, sodass Stromanstieg und -abfall schnell sind.
Das Drehmoment eines Schrittmotors ist proportional zum Strangstrom, die Verlustleistung steigt jedoch mit dem Quadrat des Strangstromes. Schrittmotoren sind daher nur kurzzeitig überlastbar, um das Drehmoment über den Nennwert zu steigern.
Der Drehmomentverlauf besitzt im Stand sein Maximum und sinkt bei hohen Drehzahlen ab. Charakteristisch ist eine Start-Stopp-Frequenz, unterhalb der der Motor bei einem bestimmten Strangstromwert oder einer bestimmten Spulenspannung den elektrischen Schritten auch dann zu folgen vermag, wenn ein Frequenzsprung von oder auf null vorliegt.
Um keinen Schrittverlust zu erleiden, muss die Schrittfrequenz zur Drehzahlerhöhung mindestens ab der Start-Stopp-Frequenz eine Rampe fahren (Hochlauf und Bremsen). Die maximale Drehzahl und das Drehmoment werden durch möglichst niederinduktive/niederohmige Wicklungen und eine möglichst hohe Betriebsspannung verbessert. Um die Ohmschen Verluste in den Wicklungen zu verringern, werden die Strangströme oft derart geregelt, dass sie im Stand oder bei gleichförmiger Bewegung abgesenkt werden.
Die meisten Schrittmotoren sind zweiphasig, es gibt jedoch auch drei- und mehrphasige Motoren. Mehr als zwei Phasen liefern ein gleichmäßigeres Drehmoment und neigen daher auch weniger zu sich aufbauenden Resonanzschwingungen des Läufers.

## Beschaltung

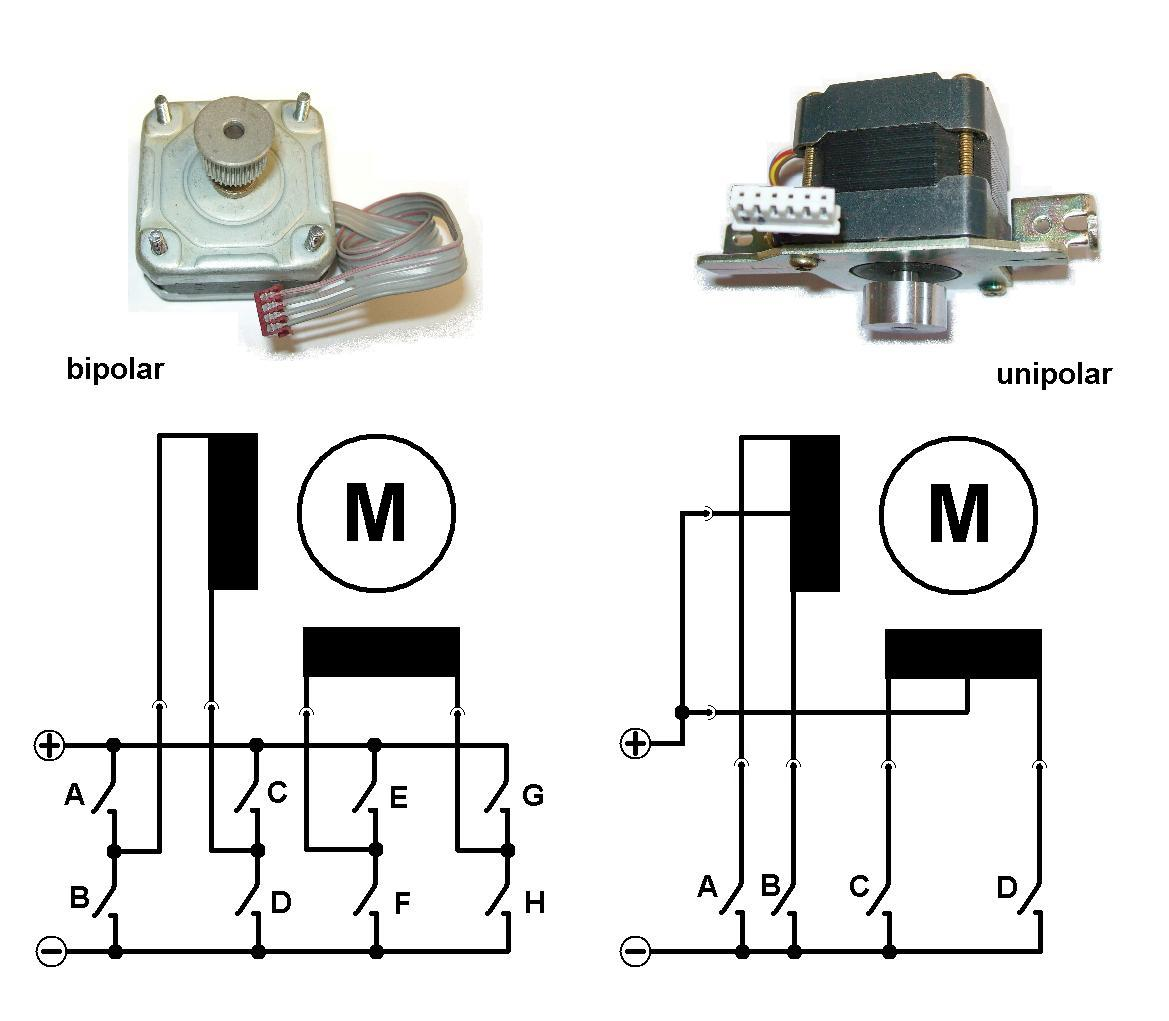
Schrittmotor-Schaltungsvarianten

Schrittmotoren werden immer zusammen mit elektronischen Schaltern betrieben – mechanische Taster oder Schalter können lediglich zu Test- und Demonstrationszwecken verwendet werden. Elektronische Schrittmotorcontroller erzeugen aus je einem digitalen Takt- und Richtungssignal die nötige Phasenabfolge (Sequenz), um ein Drehfeld zu erzeugen. Schrittmotortreiber verstärken diese digitalen Signale und schalten die Betriebsspannung des Motors. Die Leiterplatte mit der Leistungsbaugruppe befindet sich nahe beim Motor, um Störemissionen gering zu halten. Bei Stromsteuerung wird zusätzlich der Strangstrom gemessen und entsprechend dem Vorgabewert geregelt. Dieser kann bei Stillstand oder Beschleunigung/Bremsen unterschiedlich sein.
Bei früher üblichen unipolaren Motoren wurde oft auf eine Stromregelung verzichtet – solche Motoren besitzen daher oft höherohmige Wicklungen. Mit einer Choppersteuerung betriebene bipolare Motoren sind dagegen niederohmig; der Strom wird mit einem Hysterese-Schaltregler für jeden Teilschritt geregelt, indem der Spulenstrom sehr schnell an- und abgeschaltet wird (Chopperfrequenz mehrere 10 kHz). Die Spuleninduktivität bewirkt einen mit dieser Frequenz an- und abschwellenden Stromverlauf – sie senkt die für hohe Drehzahlen erforderliche Stromänderungsgeschwindigkeit und muss daher für hohe Dynamik gering sein.

Aus dem gleichen Grund ist die Betriebsspannung solcher hochdynamischer Antriebe wesentlich höher als die Nennspannung der Spulen – in diesen zirkuliert ein im Vergleich zur Gesamtstromaufnahme der Treiberschaltung wesentlich höherer Strom.
Aufgrund des Schaltbetriebes sind die Verlustleistungen in der Elektronik derart gering, dass alle Funktionen einschließlich der Transistorschalter bis zu Leistungen von etwa 30 W in einem einzigen Surface-mounted device (SMD)-Schaltkreis ohne Kühlkörper untergebracht werden können. Beispielhaft genannt seien L298P, L6219DS, UC3717AQ, A4988, TMC2100 und TMC2208.
Schrittmotoren mit abweichender Phasenzahl oder Spulenanschlussgestaltung können nicht an einer gegebenen Ansteuerschaltung betrieben werden. Ausnahme sind Schrittmotoren mit getrennten Mittelanzapfungen, diese können an (heute üblichen) Vollbrücken-Treibern für Einzelspulen betrieben werden. Ggf. ist der Maximalstromfluss neu einzustellen (Messwiderstand).

## Genauigkeit
Aufgrund der hohen Polpaarzahl bewegt sich der Rotor eines Schrittmotors mit jedem von außen vorgegebenen Schritt nur mit einem geringen Winkelversatz vorwärts. Typisch sind 24 bis 200 Schritte pro Umdrehung mit entsprechenden Vollschrittwinkeln von 1,8 bis 15°. Eine Polpaarzahl von 50 ergibt bei einem zweiphasigen Motor im Vollschrittbetrieb (stets beide Wicklungen unter Strom) 200 Schritte pro Umdrehung. Im Voll- und Halbschrittbetrieb sind die maximalen Auflösungen durch den Schrittwinkel bzw. halben Schrittwinkel (abwechselnd 
eine oder zwei Wicklungen führen Strom) gegeben. Typisch sind ein Ripple des Drehmomentes und ein Einschwingen in die Schrittposition (gedämpfte Schwingung des Systems Rotorträgheit und Magnetkraft).
Durch Mikroschrittbetrieb ist ein ruhigerer Lauf und ein Auflösungsvermögen von unter 0,1 Grad erreichbar. Die Schrittgenauigkeit liegt meist im Bereich von einigen Prozent. 
Treibt man den Mikroschrittbetrieb zu einer noch feineren, quasi-analogen Auflösung weiter und kombiniert sie mit einem Weg- oder Winkelmesssystem zur Positionsrückführung, so erhält man einen hochpoligen Synchron-Servomotor und damit den stufenlosen Übergang zu der niederpoligen Drehstrom-Servotechnik. Der Schrittmotor wird quasi mit Sinusströmen betrieben, profitiert dennoch von seiner preisgünstigen Bauweise und ermöglicht spielfreie, ripplearme Direktantriebe mit sehr hoher Positionierauflösung.

## Anwendungsgebiete

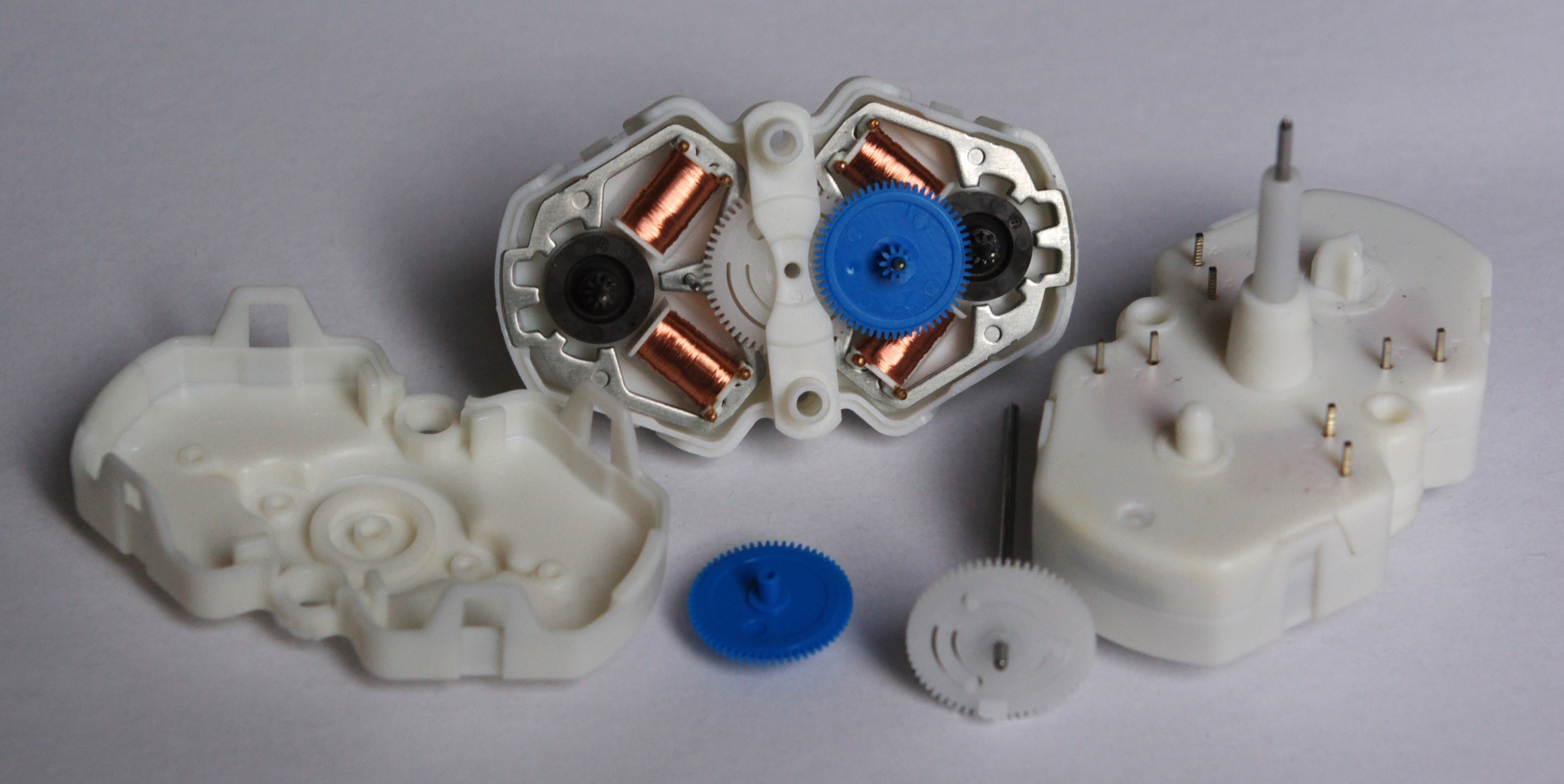
Doppel-Schrittmotor für Zeigerinstrumente (Kombiinstrument), Bildbreite ca. 12 cm

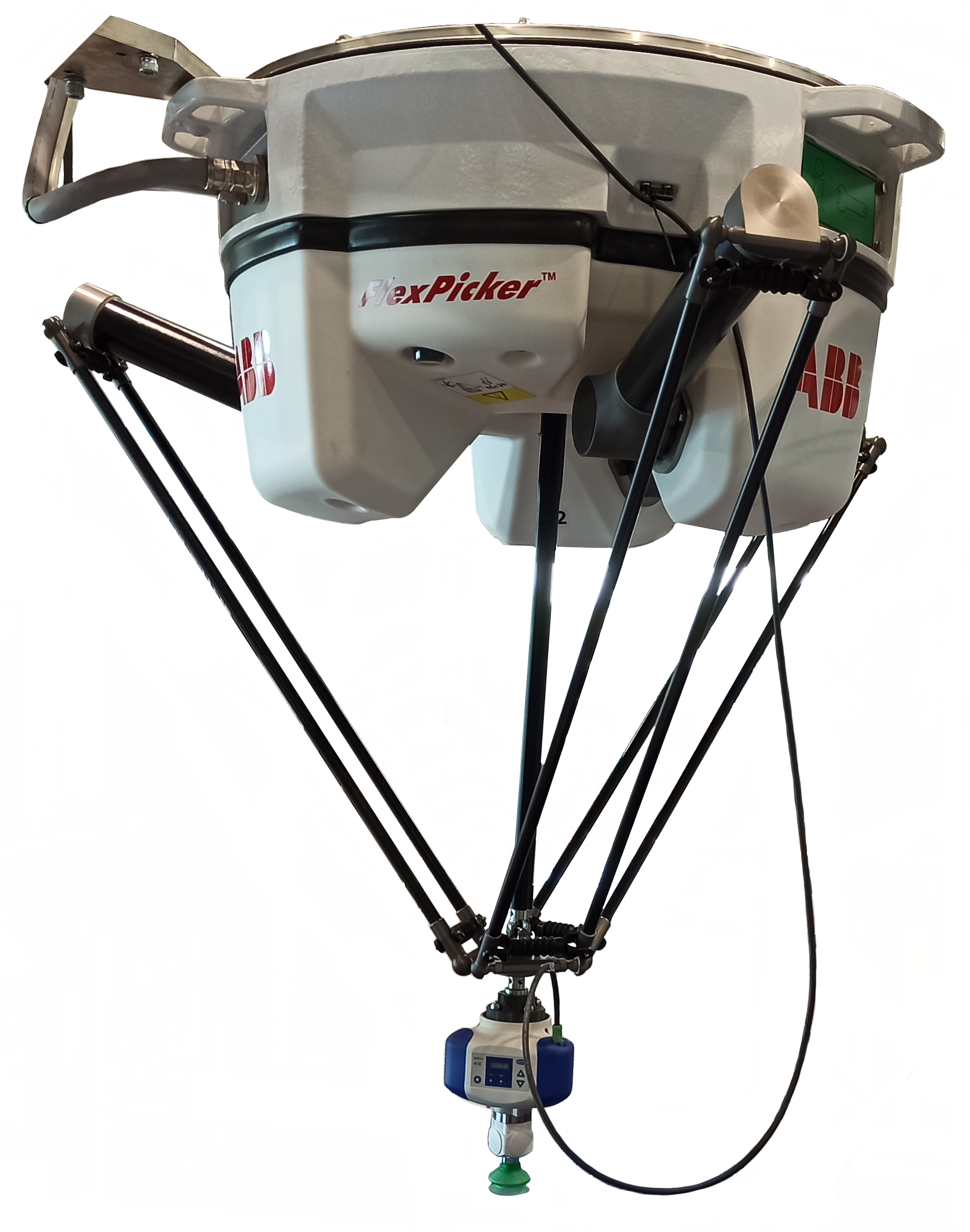
Schrittmotoren in einem Delta-Roboter

Typische Anwendungsgebiete sind Stellantriebe kleiner Leistung. Dazu gehören beispielsweise Drucker, Matrixdrucker oder der Antrieb des Schreib-/Lesekopfes in einem Diskettenlaufwerk.
Sie werden auch in Werkzeugmaschinen zur Positionierung der Werkzeuge, zum Beispiel in 3D-Druckern verwendet.
Durch die ständig sinkenden Kosten für die Ansteuerelektronik werden sie auch zunehmend im Konsumgüterbereich verwendet. In Kraftfahrzeugen sind bis über 50 Schrittmotoren im Einsatz, die Betätigung der vielen Klappen einer automatischen Heizungs- und Klimaanlage ist dafür ein Beispiel.
Der nebenstehend abgebildete Doppel-Schrittmotor ist für den Einsatz in einem Kombiinstrument gedacht und kann zwei Zeiger auf einer Welle bedienen, wie Stunden- und Minutenzeiger auf einer Uhr. Der teilweise demontierte linke Motor wirkt auf die Hohlwelle aus Kunststoff, der rechte auf die Stahlwelle.

## Normung

### Baugröße
Der US-amerikanische Branchenverband National Electrical Manufacturers Association (NEMA) hat eine Reihe von Schrittmotoren genormt. Sie alle arbeiten mit 200 Schritten pro Umdrehung. Sie sind in dem für „Motoren und Generatoren“ reservierten Nummernbereich NEMA1-2011 durchnummeriert. Die Datenblätter können (ebenso wie z. B. bei DIN) kostenpflichtig beim Verband angefordert werden.
Die NEMA verwendet als amerikanische Institution traditionell das „englische“ Maßsystem „Zoll“, während in der westlichen Welt fast nur noch das metrische System verwendet wird. Beim Umrechnen von Zoll auf Millimeter (1" = 25,4 mm) entstehen Rundungsungenauigkeiten und -fehler. Daher können in manchen Maßblättern die Lochkreise leicht abweichen. Die Abweichungen liegen jedoch meist in einem so kleinen Bereich, dass sie durch die Allgemeintoleranzen abgedeckt sind.
Bekannte Normen sind z. B.:
Nr., Flanschmaß, typisches Haltemoment
- NEMA 08, 20 mm × 20 mm, 0,036 Nm
- NEMA 11, 28 mm × 28 mm, 0,1 Nm
- NEMA 14, 35 mm × 35 mm, 0,3 Nm
- NEMA 17, 42 mm × 42 mm, 0,5 Nm
- NEMA 23, 56 mm × 56 mm, 0,75 – 3,0 Nm
- NEMA 34, 86 mm × 86 mm, 3,0 – 8,0 Nm

Das Haltemoment (hier im Beispiel bei NEMA 23 ca. 2 Nm entspricht 270 Oz-In) wird häufig ebenfalls im imperialen Maßsystem angegeben.

### Schutzart
Die Schutzart (gegen Verschmutzung, Wasser etc.) wird in den international üblichen „International Protection“ (IP) angegeben.